# Esteban II de Constantinopla
Esteban II de Amasea (en griego: Στέφανος Β': Στέφανος Β'

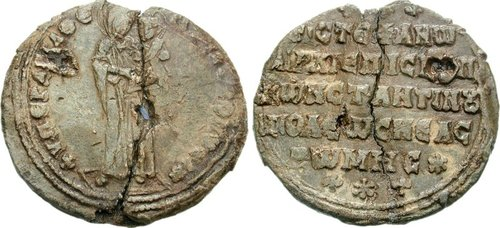
Sello de, podría ser de Estaban I o bien de Esteban II.

) fue Patriarca ecuménico de Constantinopla del 29 junio de 925 al 18 julio de 928. Parece haber sido ascendido al puesto por el emperador romano de Oriente Romano I. Steven Runciman lo menciona como de "nulidad deliberada". Es venerado como santo .